# Luca Toni
Luca Toni (Pavullo nel Frignano, 26 de maio de 1977) é um ex-futebolista italiano que atuava como atacante.
Se consagrou atuando   pelas equipes da Fiorentina e pelo Bayern de Munique.

## Carreira

### Inicio
Foi revelado pelo Modena, em 1994, e após passar por diversos clubes italianos, chegou ao auge de sua carreira na Fiorentina, entre 2005 e 2007. Em 2006, durante sua passagem pelo clube, Toni se tornou o primeiro italiano a conquistar a Chuteira de Ouro, prêmio entregue ao maior artilheiro dentre todos os campeonatos europeus da temporada.

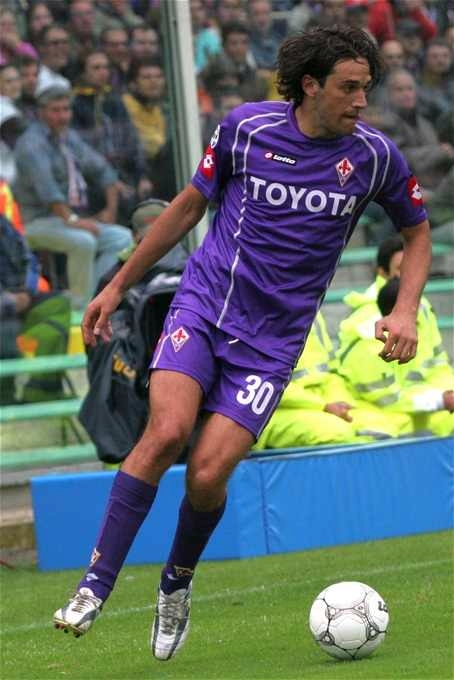
Toni na Fiorentina

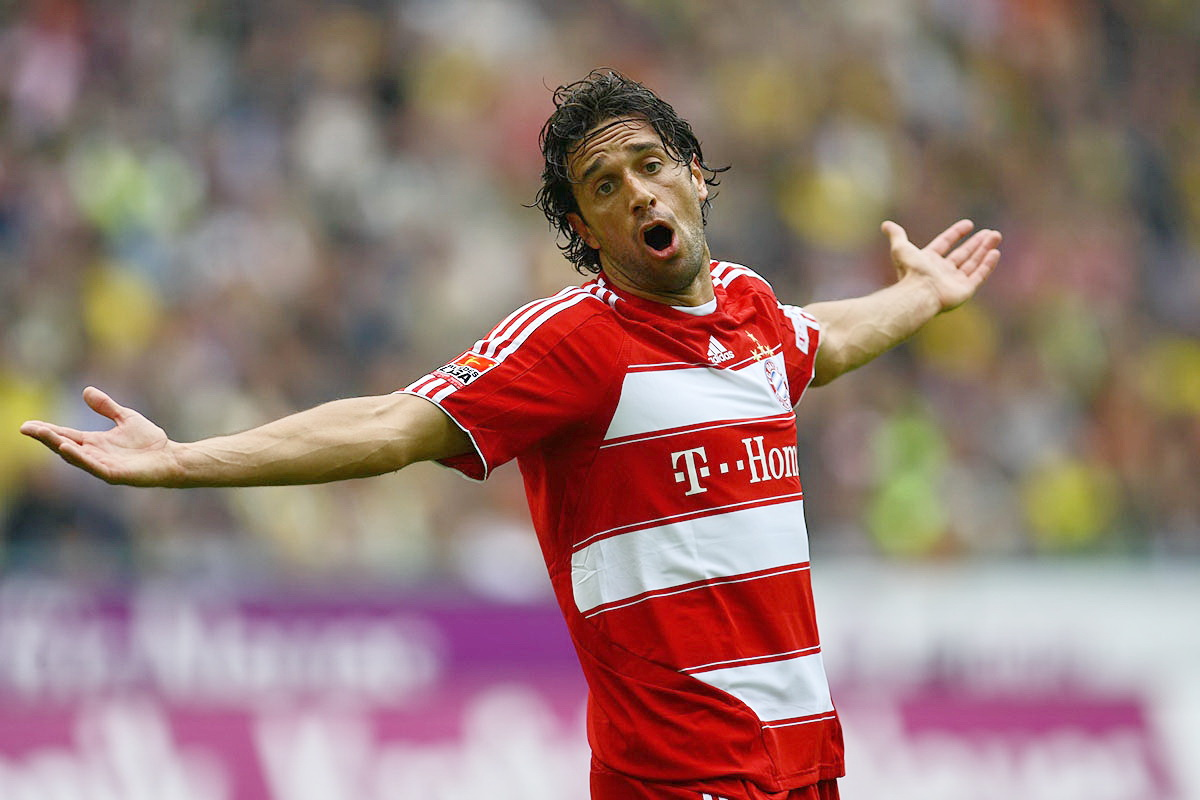
Toni no Bayern

### Bayern de Munique
Após a fantástica passagem pela Fiorentina, em 30 de maio de 2007, Luca Toni se transferiu para o seu primeiro clube fora da Itália, o Bayern de Munique, da Alemanha, por aproximadamente 11 milhões e meio de euros. Foi apresentado em 7 de junho, numa coletiva de imprensa junto a Franck Ribéry, outra contratação do clube. Em sua primeira temporada no Bayern, foi artilheiro da Bundesliga 2007–08, e se tornou o terceiro jogador italiano artilheiro em um campeonato estrangeiro. Antes, apenas Marco Negri (com o Rangers, na temporada 1997–98) e Christian Vieri (com o Atlético de Madrid, na mesma temporada) conseguiram tal feito.
Com problemas de relacionamento com o treinador Louis van Gaal, ficando boa parte da primeira metade da temporada na reserva, ou nem sendo relacionado para as partidas, Toni acabou conseguindo sua liberação para assinar por empréstimo com a Roma, em 31 de dezembro de 2009, até o fim da temporada, Estreou pela equipe em 2 de janeiro de 2010, numa partida beneficente.

### Volta a Itália
Em junho de 2010, após ser dispensado pelo Bayern acertou por 2 anos com o Genoa.
Com a lesão de Quagliarella em jogo contra o Parma, a Juventus foi atrás de sua contratação e o anunciou no dia 7 de janeiro de 2011.
Em 30 de janeiro de 2012, acertou sua transferência para o Al-Nasr, dos Emirados Árabes.
Em 31 de agosto de 2012 acertou a sua volta a Fiorentina, clube onde teve seu auge na carreira.

### Hellas Verona
Em julho de 2013 Toni assinou com o Verona, por um ano. Acumulou boas atuações na temporada 2013/2014 e 2014/2015 tendo feito 20 e 22 gols respectivamente. Na edição de 14/15 foi artilheiro da Serie A ao lado de Mauro Icardi.
Não conseguiu uma sequencia de bons jogos junto com o resto do Hellas Verona, sendo rebaixado para a Serie B na temporada 15/16.

### Seleção Italiana
Sua primeira convocação internacional em agosto de 2004 sob o comando do técnico Marcello Lippi , e posteriormente fez sua estreia pela seleção italiana como substituto em 18 de agosto de 2004, em uma derrota amigável por 2-0 contra a Islândia . Ele marcou seu primeiro gol com a seleção em 4 de setembro de 2004, depois de sair do banco em uma vitória por 2 a 1 em casa contra a Noruega , em uma partida de qualificação para a Copa do Mundo.
Em 17 de novembro, Toni fez sua primeira partida em uma vitória em casa por 1-0 em um amistoso sobre a Finlândia. Em 11 de junho de 2005, ele foi capitão do time italiano pela primeira vez em sua carreira em um amistoso em Nova York contra o Equador , devido à ausência de Fabio Cannavaro e outros jogadores experientes; ele marcou o único gol da Itália no empate 1–1 eventual. Em 7 de setembro, Toni marcou seu primeiro hat-trick internacional em uma vitória por 4-1 contra a Bielorrússia em uma partida de qualificação para a Copa do Mundo de 2006, tornando-se o primeiro jogador da Fiorentina a fazê-lo.
Toni foi selecionado para a seleção italiana de 23 jogadores para a Copa do Mundo de 2006, e recebeu a camisa 9 . Na partida de abertura da Itália contra Gana , ele acertou a barra quando a Itália venceu por 2-0, e mais tarde marcou dois gols nas quartas de final contra a Ucrânia em 30 de junho, seus únicos gols no torneio, como a Itália venceu por 3–0 para avançar para as semifinais contra a anfitriã Alemanha . Na final contra a França , ele acertou a barra com uma cabeçada poderosa e mais tarde marcou outra cabeçada, embora o gol tenha sido anulado, já que a tentativa foi controversamente considerada impedimento. A Itália finalmente derrotou a França por 5-3 nos pênaltis, depois de um empate 1-1 após a prorrogação, para ganhar seu quarto título da Copa do Mundo; Toni terminou o torneio como o maior artilheiro da Itália, ao lado de Marco Materazzi, com 2 gols, também acertando 20 chutes e acertando a trave duas vezes. Ele também sofreu falta 28 vezes durante o torneio, mais do que outro jogador. Por suas atuações, Toni foi nomeado para a equipe do torneio da Copa do Mundo de 2006 .
Em 28 de março de 2007, Toni marcou dois gols na vitória da Itália por 2 a 0 em casa sobre a Escócia nas eliminatórias para o Euro 2008 . Depois de ser operado devido a uma lesão no pé esquerdo que lutou para superar desde o início da temporada 2006-07, ele perdeu os próximos dois jogos de qualificação da Itália contra as Ilhas Faroé e a Lituânia . Ele voltou à ação para o jogo de qualificação de seu país contra a Geórgia em Gênova em 13 de outubro, e ajudou Fabio Grosso, que marcou o segundo gol da Itália em uma vitória por 2-0. Em 17 de novembro de 2007, Toni marcou no primeiro minuto de uma vitória por 2 a 1 em uma partida de qualificação contra a Escócia em Hampden Park , que garantiu a vaga da Itália na fase final da competição. Quatro dias depois, ele marcou o segundo gol contra as Ilhas Faroe, quando a Itália encerrou sua campanha de qualificação com uma vitória em casa por 3-1. Ele terminou a fase de qualificação como o artilheiro da Itália com 5 gols em seis partidas.
Toni foi convocado para a equipe italiana de 23 jogadores para o UEFA Euro 2008 pelo gerente Roberto Donadoni , mas sua forma no torneio foi decepcionante, pois ele não conseguiu marcar; ele conseguiu um gol na segunda partida da Itália na fase de grupos contra a Romênia , mas foi polêmicamente anulado por impedimento, já que a Itália empatou em 1–1. A principal contribuição de Toni para a equipe foi a vitória de um pênalti decisivo na partida final do grupo contra a França, que terminou por 2-0, e permitiu que os italianos avançassem para a fase eliminatória. A Itália então foi eliminada do torneio nos pênaltis para a eventual campeã Espanha nas quartas de final, após um empate em 0-0 após a prorrogação.
Apesar da decepção na Euro 2008, Toni foi convocado pelo técnico Marcello Lippi para as duas primeiras partidas da Itália nas eliminatórias para a Copa do Mundo da FIFA . Toni também marcou o empate em um empate 1-1 contra a Grécia , em um amistoso internacional em 19 de novembro de 2008, que foi seu objetivo internacional final. Foi posteriormente nomeado para a seleção italiana de 23 jogadores de Lippi que participou da Copa das Confederações da FIFA na África do Sul de 2009 , e apareceu em todas as três partidas da fase de grupos de seu país, embora a Itália tenha desapontado, sofrendo uma primeira fase eliminação. Após o torneio, ele não foi mais convocado para a seleção nacional, e não foi incluído na seleção italiana provisória de 30 jogadores de Lippi para a fase final da Copa do Mundo da FIFA 2010 .

### Aposentadoria
No dia 10 de maio de 2016, Luca Toni anunciou sua aposentadoria do futebol.

## Títulos
Palermo
- Serie B: 2003–04

Bayern de Munique
- Copa da Liga Alemã: 2007
- Bundesliga: 2007–08
- Copa da Alemanha: 2007–08

Seleção Italiana
- Copa do Mundo: 2006

### Prêmios individuais
- Chuteira de Ouro: 2005–06[6]
- Seleção da Copa do Mundo: 2006
- Artilheiro da Serie B: 2003–04 - 29 gols
- Artilheiro da Serie A: 2005–06 - 31 gols[6]
- Artilheiro da Bundesliga: 2007–08 - 24 gols[6]
- Artilheiro da Copa da UEFA: 2007–08 - 10 gols[6]
- Artilheiro da Serie A: 2014–15 - 22 gols[6]